# Reginald Boulos
Pour les articles homonymes, voir Boulos.
 (décembre 2021).
Reginald Boulos (né en 1956), est un homme d'affaires, médecin, entrepreneur et homme politique haïtien d'origine Libanaise et Syrienne, ancien président de la Chambre nationale de commerce et d'industrie d'Haïti.

## Biographie

### Jeunesse
Reginald Boulos est né en 1956 aux États-Unis. Il est le fils de Carlos et Aimée (née Abraham) Boulos, et le sixième enfant de la fratrie (Frantz Boulos, Kathleen Boulos Weckering, Rudolph Boulos, Marie Boulos, Dr. Carlo Boulos).
Avec son frère le Dr. Carlo Boulos, il a obtenu un diplôme de médecine en 1981 de l'École de médecine de Port-au-Prince en Haïti. Boulos a ensuite poursuivi ses études en obtenant une maîtrise en santé publique et en médecine tropicale à la Tulane University School of Public Health de la Nouvelle-Orléans en 1982. Il a mené des recherches avec un professeur agrégé à l'Université Johns Hopkins. Il est également titulaire d'une certification de la Sloan School of Management du MIT pour les cadres supérieurs.

### Activités commerciales
En 1996, Boulos a quitté la pratique médicale pour commencer une nouvelle carrière dans le développement des affaires. Tout en représentant le groupe d'investissement Boulos de sa famille, il est devenu président d'Intercontinental Bank S.A. (1996-1998) et a négocié une fusion avec Sogebank, l'une des plus grandes banques d'Haïti. En 2003, Boulos a orchestré la restructuration de l'un des plus anciens quotidiens d'Haïti, Le Nouveau Matin. De 2000 à 2010, Boulos a créé et développé Delimart, une chaîne de supermarchés, Autoplaza, un concessionnaire automobile de premier plan et Megamart, un magasin d'abonnement à prix alimentaires. Récemment, il a organisé la rénovation d'un hôtel emblématique en Haïti, El Rancho, ouvert en tant que NH.

### Carrière politique
En 2019, Boulos, qui s'oppose au président Jovenel Moïse, lance son propre mouvement politique : MTVAyiti. Cette nouvelle organisation politique s’appuie sur quatre piliers principaux : la jeunesse, les droits des femmes, les paysans et la diaspora. Boulos présente ainsi sa nouvelle formation comme un Parti de gauche, humaniste, progressiste, révolutionnaire prônant l’émergence d’une société démocratique et pluraliste. Le 17 juillet 2025, il est arrêté aux Etats-Unis et accusé de financer la violence et l'Organisation terroriste Viv Ansanm en Haïti. Quelques jours après son arrestation, le Secrétaire d'Etat américain Marco Rubio a annoncé que les États-Unis ne permettront pas aux individus de bénéficier des avantages du statut juridique aux Etats-Unis lorsqu'ils facilitent les actions d'organisations violentes ou soutiennent les organisations terroristes criminelles à l'étranger.